# Piqua (Kansas)
Piqua è una unincorporated area (o unincorporated community), ovvero zona non facente parte di una specifica municipalità, situata nella contea di Woodson, in Kansas, Stati Uniti.
La comunità è stata fondata come centro aggregato alla linea ferroviaria che attraversa la contea e ha preso il nome dall'omonima località dell'Ohio.

## Geografia
La latitudine di Piqua è 37.922N e la longitudine -95.535W.
È situata fra la U.S. Route 54 e la  U.S. Route 75..